# Liza mandapamensis
Liza mandapamensis is een straalvinnige vissensoort uit de familie van harders (Mugilidae). De wetenschappelijke naam van de soort is voor het eerst geldig gepubliceerd in 1997 door Thomson.